# Mixes of a Lost World
Albums de The Cure
Songs of a Live World: Troxy London MMXXIV
(2024)
Mixes of a Lost World est le troisième album de remixes du groupe rock britannique The Cure sorti le 13 juin 2025.
Sorti sous la forme d'un double album dans son édition standard, et triple album dans une édition limitée Deluxe, il comprend, suivant les éditions, 16 ou 24 remixes inédits des chansons de l'album Songs of a Lost World sorti le 1er novembre 2024.
L'intégralité des droits d'auteur est reversée à l'organisation caritative War Child (en).
Il s'agit du troisième album de remixes de The Cure après Mixed Up en 1990 et Torn Down en 2018.

## Genèse de l'album
Robert Smith à déclaré dans un communiqué en avril 2025 que le projet est né après la réception, juste après Noël, de plusieurs remixes non sollicités de titres de l'album Songs of a Lost World qui lui ont plu. Curieux de voir comment l'album sonnerait entièrement réinterprété par d'autres artistes, cela a abouti à 24 remixes, chacune des huit chansons de l'album d'origine étant revisitées trois fois, dépassant les espérances du leader de The Cure.
A l'occasion du Record Store Day, le 12 avril 2025, le remix de la chanson Alone réalisé par Four Tet sort sur un support vinyle 30 centimètres à face unique. The Cure annonce qu'il reverse tous les droits d'auteur générés par les ventes à l'ONG Médecins sans frontières, soit un minimum de 2 livres sterling par disque vendu qui va soutenir les actions de l'organisation. 
En mai 2025, des disquaires indépendants du monde entier reçoivent des extraits des remixes sur des supports en acétate de vinyle que les fans peuvent venir écouter en boutique. Ces enregistrements sont conçus pour se décomposer au fur et à mesure des écoutes. Le groupe encourage aussi ses fans à signaler par un tag leurs magasins de disques locaux afin qu'ils reçoivent à leur tour ces vinyles,.

## Liste des titres
Tous les titres sont écrits et composés par Robert Smith.
| 1. | I Can Never Say Goodbye (Paul Oakenfold 'Cinematic' Remix)   | 4:15 |
| 2. | Endsong (Orbital Remix)                                      | 6:23 |
| 3. | Drone:Nodrone (Daniel Avery Remix)                           | 5:20 |
| 4. | All I Ever Am (meera Remix)                                  | 8:02 |
| 5. | A Fragile Thing (Âme Remix)                                  | 5:33 |
| 6. | And Nothing Is Forever (Danny Briottet & Rico Conning Remix) | 5:28 |
| 7. | Warsong (Daybreakers Remix)                                  | 6:17 |
| 8. | Alone (Four Tet Remix)                                       | 6:16 |

| 1. | I Can Never Say Goodbye (Mental Overdrive Remix)           | 7:10 |
| 2. | And Nothing Is Forever (Cosmodelica 'Electric Eden' Remix) | 8:41 |
| 3. | A Fragile Thing (Sally C Remix)                            | 4:43 |
| 4. | Endsong (Gregor Tresher Remix)                             | 6:05 |
| 5. | Warsong (Omid 16B Remix)                                   | 6:04 |
| 6. | Drone:Nodrone (Anja Schneider Remix)                       | 5:00 |
| 7. | Alone (Shanti Celeste 'February Blues' Remix)              | 5:54 |
| 8. | All I Ever Am (Mura Masa Remix)                            | 6:39 |

| 1. | I Can Never Say Goodbye (Craven Faults Rework)    | 9:03  |
| 2. | Drone:Nodrone (JoyCut 'Anti-Gravitational' Remix) | 6:22  |
| 3. | And Nothing Is Forever (Trentemøller Rework)      | 4:58  |
| 4. | Warsong (Chino Moreno Remix)                      | 4:17  |
| 5. | Alone (Ex-Easter Island Head Remix)               | 4:41  |
| 6. | All I Ever Am (65daysofstatic Remix)              | 5:16  |
| 7. | A Fragile Thing (The Twilight Sad Remix)          | 4:27  |
| 8. | Endsong (Mogwai Remix)                            | 10:46 |

## Composition du groupe
- Robert Smith : chant, guitare, basse à six cordes, clavier
- Simon Gallup : basse
- Jason Cooper : batterie, percussions
- Roger O'Donnell : clavier
- Reeves Gabrels : guitare

### Classements hebdomadaires
| Classement (2025)                  | Meilleure place |
| ---------------------------------- | --------------- |
| Allemagne (Media Control AG)       | 5               |
| Autriche (Ö3 Austria Top 40)       | 9               |
| Belgique (Flandre Ultratop)        | 5               |
| Belgique (Wallonie Ultratop)       | 3               |
| Écosse (OCC)                       | 3               |
| États-Unis (Top Album Sales)       | 16              |
| États-Unis (Top Dance Albums)      | 6               |
| France (SNEP)                      | 29              |
| France (Top Rock & Metal)          | 2               |
| Irlande (IRMA)                     | 86              |
| Pays-Bas (Mega Album Top 100)      | 21              |
| Royaume-Uni (UK Albums Chart)      | 9               |
| Royaume-Uni (Official Dance Chart) | 1               |
| Suisse (Schweizer Hitparade)       | 4               |